# Acton Town (stanice metra v Londýně)
Acton Town je stanice metra v Londýně, otevřená 1. července 1879 jako Mill Hill Park. 1. března 1910 došlo k přejmenování na dnešní jméno. V únoru 1910 prošla budova stanice rekonstrukcí. Roku 1932 byla znovu provedena rekonstrukce pod vedením architekta Charlese Holdena. Autobusové spojení zajišťují linky: 207, 427, 440, E3 a noční linky: N7, N11 a N207. Stanice se nachází v přepravní zóně 3 a leží na linkách:
- District Line mezi stanicemi Ealing Common a Chiswick Park.
- Piccadilly Line - větev do Uxbridge mezi stanicemi Ealing Common a Turnham Green nebo Hammersmith.
- Piccadilly Line - větev do Heathrow mezi stanicemi South Ealing a Turnham Green nebo Hammersmith.

| Rok  | Počet cestujících |
| ---- | ----------------- |
| 2011 | 5,46 mil.         |
| 2012 | 5,58 mil.         |
| 2013 | 5,75 mil.         |
| 2014 | 6,06 mil.         |